# 6584 Ludekpesek
A 6584 Ludekpesek (ideiglenes jelöléssel 1984 FK) a Naprendszer kisbolygóövében található aszteroida. Edward L. G. Bowell fedezte fel 1984. március 31-én.